# 魔幻天下
《魔幻天下》是由台灣光譜資訊公司製作的個人電腦Windows遊戲，於1998年8月以單片CD方式推出，為大富翁形式的遊戲，與同公司推出的富甲天下系列遊戲方式相似。

## 主要特點
以大富翁為基礎的遊戲，再加上屬將戰鬥與道具的元素，同樣以骰子決定移動步數，並以金錢買地與建設，路過別人房子時可以選擇直接付過路費、一對一屬將單挑、五對五攻城、或派出屬將攏絡守城的敵方屬將。另外屬將除了遊戲一開始配給的之外，還可以由設施中購買，可透過戰鬥升級與道具提升能力。可透過網路對戰，整體模式與《富甲天下》相似。

## 遊戲內容

### 地圖
- 魔幻島
- 戰端
- 咖啡共和國
- 水果島

### 君主清單
- 哥吉他：魔獸族
- 普普：異星族
- 鐵雄：超能族
- 花木丸：人類

### 屬將清單
- 魔獸族：伊比鴉鴉、史萊姆、裘裘、帕姆帕姆、蝶斯拉、卡茲卡吧、獨眼泰坦
- 異星族：快手拉普、摩摩喳喳、奧迪、查克、閻王、火奴魯魯、基斯
- 超能族：國雄、二階堂、骰之助、百吉、虎丸、魚丸、飛俠阿達
- 人類：五藏丸、小吉吉、阿骨打、魯拉拉、羅賓漢、多爾滾、大路易

## 軟體錯誤
在Windows 98環境之下執行，在進入酒吧場景時會當機跳回桌面。